# Novemberkåsan
Novemberkåsan är en årlig motorcykeltävling som körs i Sverige. Den körs på olika orter och är en av Sveriges äldsta och mest kända motorcykeltävlingar. Tävlingen är årlig, arrangeras av Svenska Motorklubben och har körts sedan 1915 med avbrott för första världskrigets sista år 1917 och 1918, beredskapstiden 1939–1945, högertrafikomläggningen 1967 och Coronapandemin 2020. Som namnet antyder är november den månad då vanligtvis tävlingen brukar köras.
Tävlingen, som körs som enduro typ 1, omfattar en sträcka på cirka 10 mil som körs ett varv på dagen och två varv på natten på skogsstigar och i terräng totalt omkring 30 mil. I början av 1930-talet körde man 60–70 mil, men då mest på byvägar. Novemberkåsan är numera känd för sina svåra passager som kan vara bäckar, myrar och vattendrag.
Vissa år har tävlingen körts i början av december och då informellt kallats "Decemberkåsan". På grund av Novemberstormen 1995 flyttades 1995 års tävling till december. Även 2006 och 2007 kördes Novemberkåsan i december men då på grund av krock med International Sixdays Enduro, vilket skulle ha hindrat de bästa förarna från deltagande i Novemberkåsan. Även 2012 kördes tävlingen i december.

## Vinnare
- 1967: Tävlingen inställd på grund av högertrafikomläggningen.
- 1968: Hans Hansson, Tibro MK. Husqvarna. Tävlingen arrangerades av SMK Värnamo.
- 1969: Ingemar Österberg, Nacka MS. Husqvarna. Tävlingen arrangerades av SMK Arboga.
- 1970: Hans Hansson, Tibro MK. Husqvarna. Tävlingen arrangerades av SMK Gävle.
- 1971: Tommy Jansson, MA Lerum, Husqvarna. Tävlingen arrangerades av SMK Göteborg.
- 1972: Torbjörn Jansson, MK Orion, Husqvarna. Tävlingen arrangerades av SMK Eksjö.
- 1973: Torbjörn Jansson, MK Orion, Husqvarna. Tävlingen arrangerades i och kring Linköping.
- 1974: Hans Hansson, Tibro MK, Husqvarna. Tävlingen arrangerades av SMK Örebro.
- 1975: Hans Hansson, Tibro MK, Husqvarna. Tävlingen arrangerades av SMK Arboga.
- 1976: Hans Hansson, Tibro MK, Husqvarna. Tävlingen arrangerades av SMK Uppsala.
- 1977: Torbjörn Jansson, MK Orion, Husqvarna. Tävlingen arrangerades av SMK Dala.
- 1978: Ingemar Östberg, SMI MK, Husqvarna. Tävlingen arrangerades av SMK Södermanland/Strängnäs AMS.
- 1979: Steve Tell, AMF Södertälje, Husqvarna. Tävlingen arrangerades av SMK Örebro.
- 1980: Sune Strömberg, MK Orion, KTM. Tävlingen arrangerades av SMK Gävle och SMK Ockelbo.
- 1981: Sven-Erik Jönsson, Järva MK, Husqvarna. Tävlingen arrangerades av SMK Örebro.
- 1982: Sven-Erik Jönsson, Järva MK, Husqvarna. Tävlingen arrangerades av SMK Östgöta/Linköping MS, 156 startande och 15 förare i mål.
- 1983: Petern Hansson, Tibro MK. Tävlingen arrangerades av SMK Tierp och Göta MS.
- 1984: Per Grönberg, Hammarby MK, Yamaha. Tävlingen arrangerades av Rasbo MK.
- 1985: Sven-Erik Jönsson, Järva MK, Husqvarna. Tävlingen arrangerades av SMK Arboga.
- 1986: Dick Wicksell, SMK Uppsala, Husqvarna. Tävlingen arrangerades av SMK Uppsala.
- 1987: Sven-Erik Jönsson, Järva MK, Husqvarna. Tävlingen arrangerades av SMK Dala, 88 startande och 33 förare i mål.
- 1988: Mikael Nilsson, MA Lerum, Husqvarna. Tävlingen arrangerades av SMK Göteborg, 101 startande och 25 förare i mål.
- 1989: Håkan Lundberg, SMI MK. Tävlingen arrangerades av Vimmerby MS.
- 1990: Sven-Erik Jönsson, Tibro MK, Husqvarna. Tävlingen arrangerades av SMK Gävle, 130 startande och 66 i mål.
- 1991: Sven-Erik Jönsson, Tibro MK, Husqvarna. Tävlingen arrangerades av SMK Örebro, 114 startande och 71 i mål.
- 1992: Kent Karlsson, Götene MK, Husaberg. Tävlingen kördes i Norrköping. 54 startande och 33 förare i mål.
- 1993: Mika Ahola, Finland, Husqvarna. Tävlingen kördes i Borensberg. 184 startande och 98 förare i mål.
- 1994: Kent Karlsson, Götene MK, Husaberg. Tävlingen kördes i Värnamo. 158 startande och 40 förare i mål.
- 1995: Kent Karlsson, Götene MK, Husaberg. Tävlingen kördes i Göteborg. 57 startande och 41 förare i mål.
- 1996: Joachim Hedendahl, Alingsås MCK, Suzuki. Tävlingen kördes i Uppsala. 118 startande och 83 förare i mål.
- 1997: Joachim Hedendahl, Alingsås MCK, Suzuki. Tävlingen kördes i Falun. 119 startande och 50 förare i mål.
- 1998: Mika Ahola, TM. Tävlingen kördes i Arboga. 123 startande och 92 förare i mål.
- 1999: Anders Eriksson, Tibro MK, Husqvarna. Tävlingen kördes i Strängnäs. 178 startande och 87 förare i mål.
- 2000: Joachim Hedendahl, Kullings MS, KTM. Tävlingen kördes i Gävle. 100 startande och 45 förare i mål.
- 2001: Anders Eriksson, Tibro MK, Husqvarna. Tävlingen kördes i Örebro. 121 startande och 33 förare i mål.
- 2002: Björne Carlsson, Folkare MK, Husaberg. Tävlingen kördes i Göteborg. 116 startande och 19 förare i mål.
- 2003: Anders Eriksson, Tibro MK, Husqvarna. Tävlingen kördes i Hässleholm. 109 startande och 12 förare i mål.
- 2004: Mats Nilsson, SMK Dala Falun, Yamaha. Tävlingen kördes i Falun. 122 startande och 88 förare i mål.
- 2005: Mats Nilsson, SMK Dala Falun, Yamaha. Tävlingen kördes i Värnamo. 111 startande och 62 förare i mål.
- 2006: Mats Nilsson, SMK Dala Falun, Yamaha. Tävlingen kördes i Uppsala. 174 startande och 16 förare i mål.
- 2007: Joakim Ljunggren, Karlskoga EK, Husaberg. Tävlingen kördes i Trollhättan. 92 startande och 20 förare i mål.
- 2008: Carl-Johan Bjerkert, Vimmerby MS, Honda. Tävlingen kördes i Vimmerby. 112 startande och 49 i mål.
- 2009: Joakim Ljunggren, Karlskoga EK, Husaberg. Tävlingen kördes i Falun. 131 startande och 25 förare i mål.
- 2010: Joakim Ljunggren, Karlskoga EK, Husaberg. Tävlingen kördes i Gävle. 128 startande och 61 förare i mål.
- 2011: Jonas Bengtsson. Tävlingen kördes i och kring Örebro.[4] 126 startande och 25 förare i mål.
- 2012: Joakim Ljunggren. Tävlingen kördes i och kring motorstadion Eskilstuna. 133 startande och 64 förare i mål.
- 2013: Joakim Ljunggren, Karlskoga EK, Husqvarna. Tävlingen kördes i och kring Eksjö.[5] 147 startande och 65 i mål.
- 2014: Joakim Ljunggren, Karlskoga EK, Husqvarna. Tävlingen kördes i och kring Vimmerby[6] 172 startande och 93 i mål.
- 2015: Joakim Ljunggren, Karlskoga EK, KTM. Tävlingen kördes i Uddevalla och Trollhättan. 148 startande och 26 i mål. Ljunggren blir nu historisk med den första att ha sju segrar.[7] Gunnar Kalèn och Sven-Erik Jönsson har sex segrar var.
- 2016: Joakim Ljunggren, Karlskoga EK.[8] Tävlingen kördes i och kring Knivsta och Uppsala. 198 startande och 166 i mål.
- 2017: Albin Elowson, FMCK Skövde. Tävlingen kördes i och kring Enköping. 150 startande och 18 i mål.
- 2018: Albin Elowson, FMCK Skövde. Tävlingen kördes i och kring Vimmerby. 184 startande och 119 i mål. Hanna Berzelius, Linköpings MS, vann damklassen.
- 2019: Joakim Ljunggren, Karlskoga EK. Tävlingen kördes i och kring Eskilstuna. 158 startande och 44 i mål. Hanna Berzelius, Linköpings MS, vann damklassen.[9]
- 2020: Tävlingen inställd på grund av coronaviruspandemin. Tävlingen skulle köras i och kring Gävle.
- 2021: Mikael Persson, Karlskoga EK, Tävlingen körs i och kring Gävle. 139 startande och 33 i mål.[10]
- 2022: Albin Elowson, FMCK Skövde. Matilda Huss, Göta MS vann damklassen. Tävlingen kördes i och kring Bollnäs[11]
- 2023: Niklas Persson, Hanna Berzelius, vann damklassen. Tävlingen kördes i och kring Vimmerby[12]. 169 förare till start. 68 i mål.
- 2024: Niklas Persson. Emelie Borg Nilsson vann damklassen. Tävlingen kördes i och kring Eksjö[13][14]

## Kåsavinnare genom tiderna
Själva trofén Novemberkåsan är en vandringstrofé som slutligen tilldelas den förare som fått tre inteckningar på samma kåsa. Tolv förare har genom tiderna klarat denna bedrift. 
Anders Eriksson har visserligen vunnit tre tävlingar, men på två av varandra följande kåsor. Joachim Hedendahl var "först till tre" på den första av kåsorna, så Erikssons tredje vinst kom som hans första vinst på den nästkommande kåsan och han vann inte kåsan helt enligt reglerna. 
- 1915–1922, första kåsan till Erik Westerberg
- 1923–1928, andra kåsan till Gunnar Kalén
- 1929–1933, tredje kåsan till Gunnar Kalén
- 1934–1936, fjärde kåsan till Edvin Sagström
- 1937–1959, femte kåsan till Gunnar Johansson
- 1960–1962, sjätte kåsan till Rolf Tibblin
- 1963–1974, sjunde kåsan till Hans Hansson
- 1975–1985, åttonde kåsan till Svenerik "Jösse" Jönsson
- 1986–1991, nionde kåsan till Svenerik "Jösse" Jönsson
- 1992–1995, tionde kåsan till Kent Karlsson
- 1996–2000, elfte kåsan till Joachim Hedendahl, Kullings MS, KTM
- 2001–2006, tolfte kåsan till Mats Nilsson
- 2007–2010, trettonde kåsan till Joakim Ljunggren
- 2011–2014, fjortonde kåsan till Joakim Ljunggren
- 2015–2019, femtonde kåsan till Joakim Ljunggren